# Catedrala „Înălțarea Domnului” din Târgu Mureș

Vedere anterioară

Catedrala ortodoxă Înălțarea Domnului este cel mai mare edificiu religios din Târgu Mureș, catedrala are hramul „Înălțarea Domnului”. Catedrala a fost construită în centrul orașului (în prezent Piața Trandafirilor) între anii 1925 - 1934 la inițiativa protopopului Ștefan Rusu, pe locul Fântânii Cântătoare a lui Péter Bodor. 

## Istoric
Piatra de temelie a fost pusă la 10 mai 1925. Între participanții la eveniment s-au regăsit ministrul Cultelor, Alexandru Lapedatu, episcopul Nicolae Ivan și Octavian Goga în calitate de ministru. Sfințirea catedralei a avut loc în data de 2 decembrie 1934, fiind totodată și un simbol semnificând intrarea armatelor române în municipiul Târgu Mureș în 1918.
Biserica a fost construită după planurile arhitectului Victor Vlad de la Politehnica din Timișoara, în formă de cruce greacă, cu brațele egale. Construcția iconostasului a fost realizată în 1934 de Traian Bobletec din Nazna și pictat de pictorul Virgil Simonescu din Lugoj.
Din cauza lipsei de fonduri, finalizarea picturii a avut loc în perioada 1970-1986.

## Descriere
Pereții pronaosului prezintă imagini ale sfinților mitropoliți ai Transilvaniei din secolul al XVII-lea, Ilie Iorest și Sava Brancovici, încadrați de 12 medalioane care conțin imaginile celor mai importante biserici ortodoxe din Ardeal. 
Cupola centrală prezintă un vitraliu înfățișându-l pe Hristos binecuvântând.
Altarul prezintă absidă un impresionant mozaic de 12,30 m înălțime înfățișând-o pe Maica Domnului cu Pruncul.
Clopotele catedralei au fost prelucrate la Timișoara.
Costul total al edificiului a fost estimat la 20 milioane lei în perioada interbelică.

## Galerie de imagini

Vedere din Piaţa Trandafirilor
Interior catedrală
Iconostas catedrală
Planul interior al catedralei